# جون فريمونت هيل
جون فريمونت هيل هو سياسي أمريكي، ولد في 29 أكتوبر 1855 في إليوت في الولايات المتحدة، وتوفي في 16 مارس 1912 في أوغوستا في الولايات المتحدة. نشط حزبياً في الحزب الجمهوري. وقد انتخب حاكم مين ‏ (2 يناير 1901 – 4 يناير 1905) وانتخب عضو مجلس نواب مين ‏ وانتخب عضو مجلس ولاية مين ‏.